# Egyetemi Élő Növénygyűjtemény
A Soproni Egyetem Erdőmérnöki Kar Egyetemi Élő Növénygyűjteménye dendrológiai oktatókertnek számít. A 17 hektáros kertben jelenleg kb. 4000 fás szárú és 2000 lágyszárú növény taxon található meg.
A kertben több intenzív gondozást igénylő lágyszárú gyűjtemény, sziklakert várja a látogatókat. Számos ritka, védett hazai és nem őshonos növényfajt fedezhetünk fel.
Vakok és gyengén látók számára akadálymentesített sétaút is biztosított.

## Kiemelt látnivalók, érdekességek
Az Egyetemi Élő Növénygyűjtemény számos érdekes vagy éppen ritka honos vagy tájidegen (exóta) fajt tartalmaz. A magyarországi flórából 149 védett vagy fokozottan védett növényfaj él itt. Közülük kiemelkedően nagy állományban él a védett erdei ciklámen (Cyclamen purpurascens), a győzedelmes hagyma (Allium victorialis) valamint a mocsári és vízi növények medencéjében a vidrafű (Menyanthes trifoliata). A fokozottan védett növények közül például a magyarföldi husáng (Ferula sadleriana) és a magyar nőszirom (Iris aphylla subsp. hungarica) él itt. (A teljes lista megtalálható a kert honlapján itt: lágyszárúak , fásszárúak.)
Az idegen fajok közül néhány igazi faóriás is él a kertben, mint például az óriás mamutfenyő (Sequoiadendron giganteum), az örökzöld mamutfenyő (Sequoia sempervirens) vagy az élő kövületnek számító kínai mamutfenyő (Metasequoia glyptostroboides).

## A magyarországi erdészeti felsőoktatás botanikus kertjének története
A botanikus kert területén 1897–98-ban építették fel a Honvéd Főreáliskolát. Ekkor épült a mai A, B és C épület és az uszoda. Ez a mai alsó botanikus kert, a kollégiumok területe nélkül. A terület egyes részeit befásították, meghagyva szép növésű, idősebb facsoportokat is. A fásítás a terület kb. 50-60%-án, esztétikai szempontok szerint, parkszerűen történt. A planírozott részen sportpályákat építettek, illetve az oktatási épületeket emelték. Akkor épült az uszoda is.
A parknak botanikai célra való átalakítása 1922 szeptemberében vette kezdetét a Magyar Királyi Bánya- és Erdőmérnöki Főiskolának Selmecbányáról történt menekülésével, illetve annak a Károly-laktanyából való idehelyezésével. A munkálatok 1923 tavaszán kezdődtek dr. Fehér Dániel vezetésével és tervei alapján. Fehér Dániel az új telepítéseket Wettstein bécsi professzor rendszertana szerint, növényrendszertani alapon végeztette, az akkori adottságokhoz alkalmazkodva. 1929-ben került sor a sportpályák betelepítésére, főleg örökzöldekkel, máig ez az egyik legszebb része a kertnek.
A kert azóta többször bővült (1959-ben és 1963-ban) így a botanikus kert jelenlegi területe mintegy 17,2 ha.
1962-től kezdve a kert számos pontján híres professzorok szobrait helyezték el.
Az Egyetemi Élő Növénygyűjtemény 1978 óta országos jelentőségű természetvédelmi terület. Az Országos Környezet- és természetvédelmi Hivatal elnökének védetté nyilvánító határozata a botanikus kert rendeltetését az alábbiakban határozta meg:
- védje a dendrológiai és esztétikai értéket képviselő fafajokat, cserjéket és egyéb növényfajokat,
- szolgálja a felső- és középfokú erdészeti-faipari oktatást és kutatást, segítse az ifjúság természetvédelmi nevelését,
- természetben történő élményszerzéssel segítse az ismeretterjesztést,
- biztosítsa az egyetem esztétikus környezetét.

A botanikus kert kialakításától kezdve számos, eredeti termőhelyről begyűjtött növényfajjal gyarapodott, ill. gyarapszik. Jelentős a más kertekkel történő magcsere is.

## Külső hivatkozások
- A SoE Egyetemi Élő Növénygyűjtemény honlapja